# Glycera asymmetrica
Glycera asymmetrica är en ringmaskart som beskrevs av Francis Day 1973. Glycera asymmetrica ingår i släktet Glycera och familjen Glyceridae. Inga underarter finns listade i Catalogue of Life.